# 黑伦贝格
黑伦贝格（德語：Herrenberg，發音：[ˈhɛʁənˌbɛʁk] ⓘ）是德国巴登-符腾堡州斯图加特行政区伯布林根县的城市，面积65.7平方千米，2023年12月31日人口为32,961人。

## 友好城市
黑伦贝格与以下城市结为友好城市：
- 義大利 菲登扎
- 法國 塔拉尔